# Escuelas Públicas del Condado de Prince George
Las Escuelas Públicas del Condado de Prince George (Prince George's County Public Schools, PGCPS) es un distrito escolar del Condado de Prince George, Maryland. Tiene su sede en Upper Marlboro. El consejo escolar del distrito tiene un presidente, un vicepresidente, siete miembros, y un estudiante. En el año escolar de 2010-2011, el distrito tiene 127.039 estudiantes, incluyendo 6.139 estudiantes de pre-Kindergarten, 53.264 estudiantes de escuelas primarias, 27.242 estudiantes de escuelas medias, y 40.394 estudiantes de escuelas preparatorias.